# Silvia Nanclares
Silvia Nanclares (Madrid, 1975) es una escritora, editora y activista cultural española.

## Formación
Nanclares estudió en la Real Escuela Superior de Arte Dramático (RESAD) donde se graduó en Ciencias Teatrales en la rama de Dramaturgia en el año 2000. Después de licenciarse, se trasladó a Buenos Aires (Argentina) con una beca de la Fundación Autor (SGAE), donde comenzó una carrera profesional como dramaturga. 
Complementó su formación en dramaturgia y guion con Juan Mayorga, Rafael Cobos y Antonio Onetti (en el taller de formación permanente del Centro Andaluz de Teatro), y Javier Daulte.

## Trayectoria profesional
En 2006, Nanclares consiguió una plaza en la Agencia Andaluza de Instituciones Culturales (AAIICC) de la Consejería de Cultura de la Junta de Andalucía, en su Departamento de Publicaciones, donde empezó a profundizar en la producción y distribución editorial. También entonces comenzó a desarrollar diferentes proyectos de e-learning asociados con la literatura y el feminismo, fundando la escuela online Relatoras.
En 2011, entró en contacto con la cultura libre, a través de su colaboración con la productora independiente ZEMOS98, y desarrolló, dentro del ámbito de la escritura, proyectos teatrales, audiovisuales, literarios y de formación artística.
El movimiento 15-M la sorprendió en Francia. Contagiada por la efervescencia política vivida en las redes sociales y en una suerte de convergencia de disciplinas y saberes adquiridos en los años anteriores, impulsó #bookcamping, una herramienta digital abierta y colectiva de investigación editorial y archivo que tiene el objetivo de crear un mapa sobre la genealogía bibliográfica del 15M, y en concreto, del papel relevante jugado por los movimientos sociales y la cultura libre.
Tras su vuelta a Madrid, se integró con el colectivo #bookcamping en el Laboratorio del Procomún de Medialab Prado. Ha participado también en diversas investigaciones y producciones colectivas en el ámbito del procomún, como Copylove (Zemos98), el análisis crítico del impacto de los relatos culturales, como Sexo Hipster (Intermediae Matadero-La Casa Encendida) o el cuestionamiento de las identidades desde el archivo y la memoria, como European Souvenirs (ECF), asumiendo un papel dentro del bullente activismo cultural madrileño.
Ha sido fundadora de los proyectos colectivos Helvéticas, Escuela de Escritoras y #bookcamping, y colabora periódicamente en diversos medios de comunicación, como Diagonal (actual El Salto) o eldiario.es.

## Obra

### Narrativa
- 2001 – La Siesta. Editorial Kókinos. ISBN 978-8488342232.
- 2010 – Al final (acompañando los dibujos de Miguel Brieva). Editorial Kókinos. ISBN 978-8496629929.[10]
- 2011 – El Sur: Instrucciones de Uso. Ediciones Bucólicas. ISBN 978-8493675.
- 2012 – 1989. Sibila: revista de arte, música y literatura, núm. 40. ISSN 1135-1675.
- 2013 – Cuerpos en el tiempo. Revista Eñe, núm. 35. ISSN 1699-58-56.
- 2013 – Reproducción por división. Revista Quimera, núm. 350. IISSN 0211-3325.
- 2017 – Quién quiere ser madre. Editorial Alfaguara. ISBN 978-8420430669.[11]
- 2025 – Nunca voló tan alto tu televisor (Episodios Nacionales). Lengua de Trapo. ISBN 978-8483813041.[12]

### Libros colectivos
- 2001 – Unheimliche/Lo siniestro. Libros del Astillero. ISBN 978-8492305179.
- 2012 – CT o la Cultura de la Transición: Crítica a 35 años de cultura española. Penguin Random House. ISBN 978-8499896946.
- 2014 – Sexo, mujeres y series de TV. Continta Me Tienes. ISBN 978-8494417610.
- 2015 – (h)amor 2. Continta Me Tienes. ISBN 978-8494417627.
- 2019 – Tranquilas: Historias para ir solas por la noche. Con Marta Sanz, Carme Riera, Sol de la Barreda, María Folguera, Carmen G. de la Cueva, María Fernanda Ampuero, Lucía Asué Mbomío Rubio, Edurne Portela, Sabina Urraca, Gabriela Wiener, Elsa Veiga, Jana Leo y Nerea Barjola. Editorial Lumen. ISBN 9788426407047.[13]